# Петар Марјановић
Петар Марјановић (Београд, 18. октобар 1934 – Београд, 21. новембар 2020) био је српски театролог, историчар позоришта, драматург и универзитетски професор. Марјановић је био дугогодишњи професор Академије уметности у Новом Саду и Факултета драмских уметности у Београду.

## Биографија

##### Образовање и први послови
Његов отац Драгутин је био чиновник, а мајка Смиља, рођена Поповић из Новог Сада, била је сестра оперског певача Владе Поповића.
Основну школу и гимназију завршио је у Београду 1953. године, а  дипломирао је на групи за југословенску књижевност и српскохрватски језик Филозофског факултета у Београду, фебруара 1959. године. У току студија добио је две награде за књижевну и позоришну критику (Бранкову награду Матице српске 1957. и прву награду на конкурсу Атељеа 212 за аматерску позоришну критику 1958. за текст: Кораци у другој соби Миодрага Павловића).
Постдипломске студије је завршио на Филолошком факултету у Београду. Магистарску тезу: Београдска позоришна критика у периоду од 1918. до 1932. одбранио је 1966. године, а 1973. године брани докторску дисертацију под називом: Уметнички развој Српског народног позоришта у Новом Саду од 1861. до 1868.  Ова дисертација је прва таква студија о Српском народном позоришту. Објављена је у књизи која је наишла на изузетно повољан пријем код критике, и то у југословенским размерама.
Почевши од 1960. године, целу деценију је радио је у новинско-издавачким предузећима: Југославија и Туристичка штампа.
У периоду од (1970. до 1975) био је драматург Српског народног позоришта у Новом Саду. Као драматург СНП залагао се за извођење дела савремених југословенских, нарочито локалних – новосадских драмских писаца, ангажованије окренутих публици, што је резултирало повећаним бројем гледалаца. . 
За сцену је:
- приредио пуно одломака из српске драмске књижевности 18. и 19. века: Јавленија и позорја (1971) и Лаза Костић међу јавом и мед’ сном (1991);
- драматизовао је (са Желимиром Орешковићем) прозу Милана Кундере Симпозијум или о љубави (1970), Роман о Лондону Милоша Црњанског (1987) и Очеви и оци Слободана Селенића (1991);
- адаптирао је за сцену (са Желимиром Орешковићем) Награжденије и наказаније и Слепи миш Јоакима Вујића (1971) и са Владом Поповићем сачинио сценску панораму Новосадска променада (1973), изведену више од сто пута.

##### Наставни рад
За доцента Академије уметности у Новом Саду изабран је 1975. године. Статус ванредног професора добио је 1980, а редовног 1985. године за предмет Историја југословенске драме и позоришта. На Драмском одсеку Академије предавао је Увод у театрологију.
Редовни професор Факултета драмских уметности у Београду постао је 1992. године што је остао до пензионисања 2001. Ту је предавао: Историју југословенског позоришта и драме на другом степену студија и Увод у театрологију на магистарским студијама.
На Факултету драмских уметности у Београду био је шеф Катедре за теорију и историју, главни уредник Зборника радова ФДУ 1997/98. и носилац научног пројекта Театролошка и филмолошка истраживања. 
Као професор емеритус наставио је да предаје Увод у тератрологију на ФДУ у Београду до 2009. године и Историју југословенске драме и позоришта на Академији уметности у Новом Саду до 2004. године. На Интердисциплинарним магистарским студијама Универзитета у Београду (Група за вишемедијску уметност) као гост је предавао Основе различитих уметности (позориште) 2003/04. и 2005/06, а на Академији уметности у Тузли постдипломцима Увод: у театрологију 2006. и 2009.

##### Радови и чланци
- Прве књижевне радове објавио је још као студент 1954. године, а прве написе са позоришним темама у новосадском часопису за питања сценске уметности: Наша сцена 1958. године.

- Свеукупно је објавио више од три стотине студија, расправа, огледа, позоришних критика, фељтона и чланака у листовима и часописима: Савременик,  Зборнику Матице српске за сценске уметности и музику,  Дело,  Летопис Матице српске, Књижевне новине, Сцена, Пролог, Позориште (Тузла), Театрон, Политика, Театар  (Москва), Диалог (Варшава) и другим домаћим и страним листовима и часописима.[3]

- У листу Српског народног позоришта Позориште, у периоду од 1969. до 1976. године објавио је око шездесет запажених прилога са тематиком из живота и рада Српског народног позоришта. Штавише, док је био драматург Српског народног позоришта, био је у редакцији овог листа, а сарадњу са овом кућом наставио је и касније као члан Издавачког савета и као писац рецензија за књиге у издању СНП [2]

- Одговорни уредник часописа Стеријиног позорја Сцена био је од 1970. до 1974. године, а њен главни уредник од 1975. до 1990. године.

- Позоришни критичар Политике био је од 1980 до 1982. године.[3]

##### Ауторски и приређивачки рад

###### Ауторске књиге:
1. Позоришне теме (1968),
2. Уметнички развој Српског народног позоришта 1861 – 1868 (1974),
3. Очима драматурга (1979),
4. Југословенски драмски писци ХХ века (1985),
5. Новосадска позоришна режија 1945 – 1974 (1991),
6. Црњански и позориште (1995),
7. Српски драмски писци ХХ столећа (1997, друго допуњено издање 2000) и
8. Позориште или усуд пролазности (2001). Заједно са Божидаром Ковачеком, Душаном Михаиловићем и Душаном Рњаком, објавио је књигу О театарском делу Јоакима Вујића (1988).

###### Приредио за штампу:
1. Anthology of Works by Twentieth Century Yugoslav Playwrights (selected and commented), I (1984), II (1985),
2. Посрбе, Српска књижевност – Драма (1987),
3. Комедије и народни комади ХIХ века, Српска књижевност – Драма (1987),
4. Позориште и власт у Југославији (1944 – 1990) – „друга страна медаље“ – обрачуни и забране (1990) и
5. Стеван Шалајић (2001).

###### Сарадник при пројектима енциклопедија
1. Седамнаест његових текстова о јужнословенском позоришту и драми налази се у: Dictionnaire encyclopedique du theatre (Larousse, Paris 1998) и
2. опсежан текст о позоришту и драми у Југославији (Србија и Црна Гора) налази се у The World Encyclopedia of Contemporary Theatre (Routledge, London – New York, 1994).
3. У Историји српске културе аутор је текста Позориште (издање постоји на српском 1994, чешком 1995. и два издања су на енглеском језику из 1995. и 1999).

Текстови су му објављивани у Француској, Енглеској, Италији, Канади, Сједињеним Америчким Државама, Русији, Пољској, Румунији, Чешкој и у свим бившим југословенским републикама и региону.

## Стил
Приступ Петра Марјановића театролошким истраживањима као и писање огледа и научних радова било је сасвим оригинално и другачије од дотадашњих аутора. Наиме, уз велику студиозност и добру информисаност, путем недвосмисленог, јасног стила и израза, науку о књижевним делима провлачи кроз призму театрологије, односно, полазиште његове анализе јесте поглед на драму која није само књижевни род, већ је сагледава кроз сценска својстава самог дела.

## Награде
1. Четири Стеријине награде;  Награда за нарочите заслуге – за дугогодишњи уређивачки рад у часопису Сцена 1991; За књигу: Српски драмски писци XX столећа (Матица српска, Факултет драмских уметности Београд, Академија уметности Нови Сад, 1997); За књигу огледа: Позориште или усуд пролазности / Студије и огледи из театрологије (ФДУ Београд, Институт за позориште, филм, радио и телевизију и Музеј позоришне уметности Србије, Београд 2001); За књигу: Почеци српског професионалног националног позоришта (Позоришни музеј Војводине, Нови Сад 2009).[4]
2. Велика плакета са повељом Универзитета уметности у Београду 2003,
3. Ловоров венац Позоришног музеја Војводине 2005,
4. Златна плакета за животно дело Удружења универзитетских професора и научника Србије у Новом Саду 2006.[2]

На додели Ловоровог венца, награди коју му је доделио Позоришни музеј Војводине, као образложење за доделу, о лауреату је речено следеће:
"Велики познавалац природе и суштине позоришта, он је у свом театролошком делању увек тежио научној истини и био  савестан и поуздан истраживач, аналитичар и критичар прошлости и данашњег тренутка српског позоришта. Његов рад одликују научна заснованост, студиозност и прецизност, искуствена мудрост, истинољубивост, чистота језичког израза, једноставност, јасност и прецизност у излагању."